# スタロドゥーブ・ナ・クリャージメ

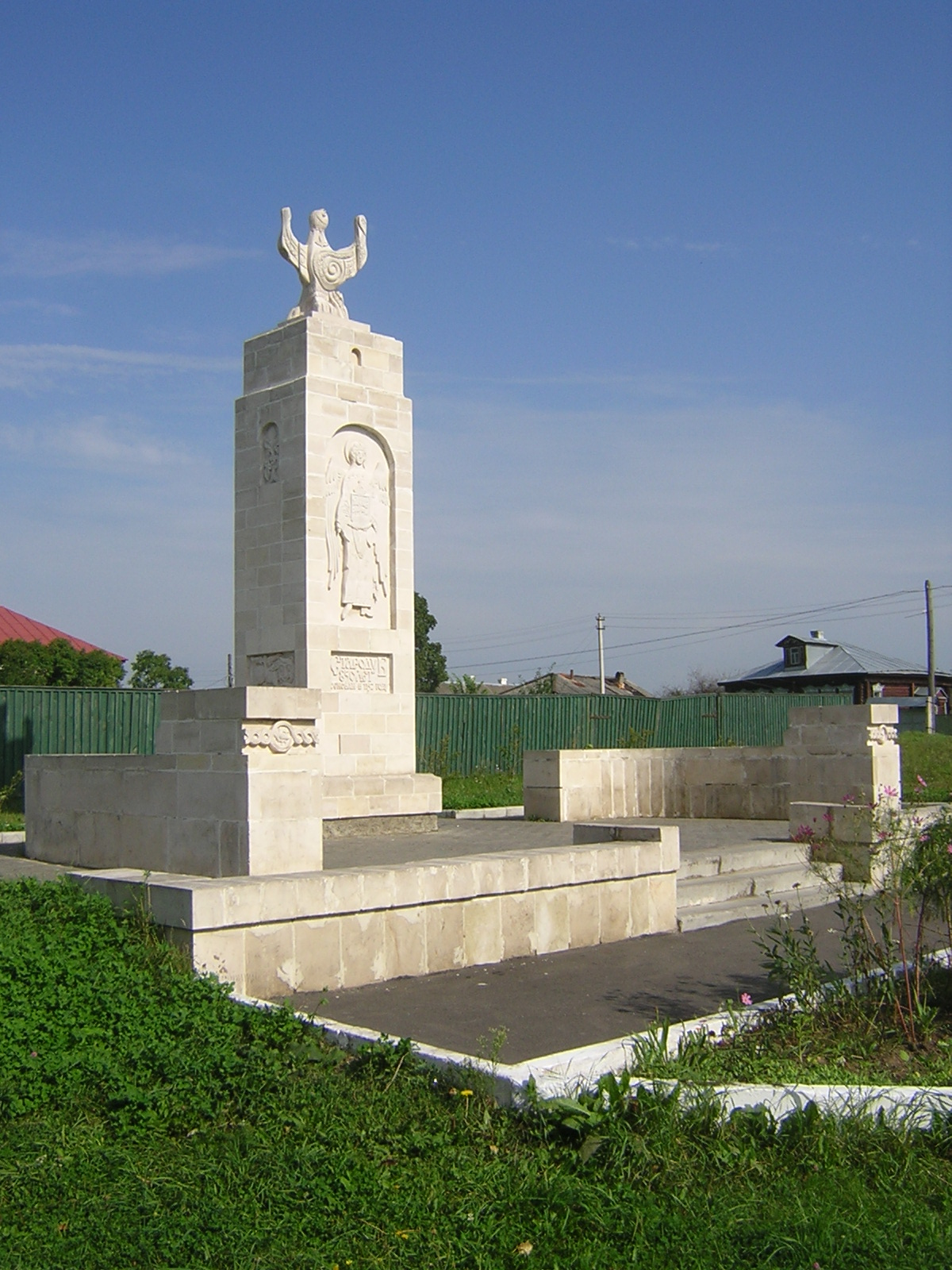
建設850年の記念碑

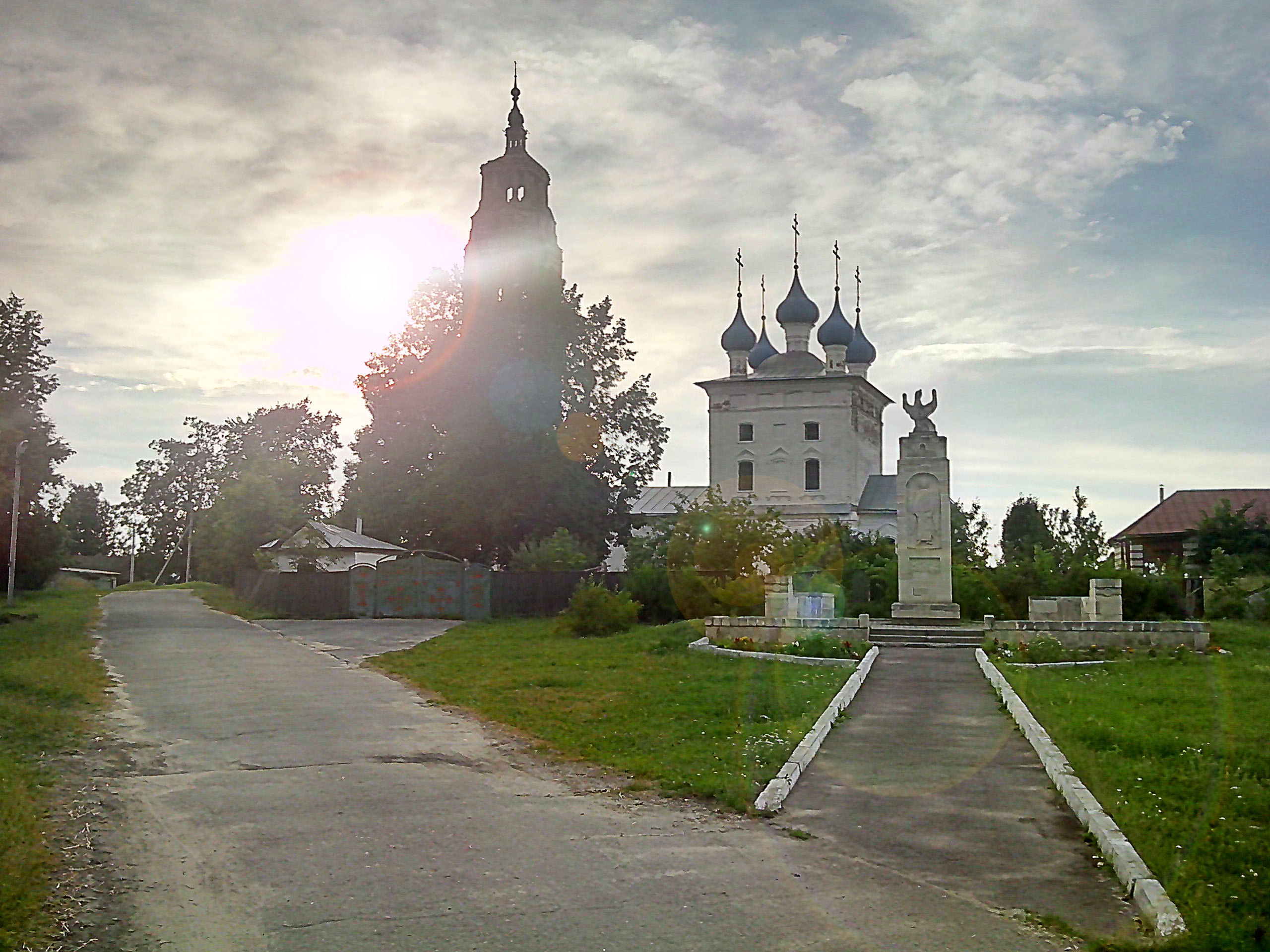
現クリャジミンスキー・ゴロドク
建設850年の記念碑と教会

スタロドゥーブ・ナ・クリャージメ(ロシア語: Стародуб-на-Клязьме)は中世ルーシの都市である。ザレシエ(ru)に立地し、1218年から15世紀初頭までスタロドゥーブ公国の首都であった。現在の行政区でいえばヴラジーミル州コヴロフから北東におよそ12km強の位置にあり、同州コブロフ地区(ru)の村・クリャジミンスキー・ゴロドク(ru)内に含まれる、クリャージマ川に面した都市（「ナ・クリャージメ」は「クリャージマ川の」の意）であった。

## 歴史
スタロドゥーブ・ナ・クリャージメは、1152年にユーリー・ドルゴルーキーによって建設された。1238年にはウラジーミル大公ヤロスラフが末弟のイヴァンに分領地としてスタロドゥーブ・ナ・クリャージメを与えた。以降、ルーシの小さな公国として、イヴァンの子孫がスタロドゥーブ・ナ・クリャージメを統治したが、1363年にドミートリー・ドンスコイがスタロドゥーブ公位の決定権を掌握し、イヴァンの子孫は追放された。また、スタロドゥーブ・ナ・クリャージメはモスクワ大公国の勢力圏に組み込まれた。動乱時代の1609年には、ポーランド軍によって街が破壊されている。
18世紀末 - 19世紀初頭のうちに、帝政ロシアのヴラジーミル県コヴロフ郡(ru)のクリャジミンスキー・ゴロドク村となった。